# Echarri
Echarri è un comune spagnolo di 54 abitanti situato nella comunità autonoma della Navarra.